# 南位镇
南位镇，是中华人民共和国陕西省咸陽市兴平市下辖的一个乡镇级行政单位。

## 行政区划
南位镇下辖以下地区：
南位村、陈中村、道常村、陈仟村、井王村、宇家庄村、张里村、定周村、张马村、三余村、固显村、南韩村、御北村、陈王一村、陈王二村、陈王三村、董家村、北韩村、留位村和茂陵村。